# Breakers (serie animata)
Breakers (ブレーカーズ?) è una serie televisiva anime prodotta e trasmessa dalla NHK nel 2020. La serie, programmata per sponsorizzare i giochi olimpici di Tokyo di quell'anno, si incentra sulle vicende di quattro ragazzi ispirati ad atleti reali affetti da disabilità motorie, che reinventano una propria carriera sportiva grazie a una disciplina paralimpica.

## Trama
(introduzione degli episodi)
La serie è divisa in quattro parti, ciascuna di queste comprendente quattro episodi. In ogni parte il professore Ren Narita individua un ragazzo o una ragazza che ha smesso di credere in se stesso, gli spiega alcune caratteristiche dello sport che potrebbe fare per lui e lo aiuta ad inserirsi in un gruppo di altri ragazzi con le sue stesse disabilità. Allenandosi insieme a loro il protagonista si ricrede sulle sue capacità e scopre alla fine che il suo potenziale sta proprio nella sua mancanza fisica, perché è una caratteristica che lo rende diverso da tutti, ed è da questa accettazione che rinasce la sua autostima.
Alla fine di ogni storia, viene presentato l'atleta giapponese che ha ispirato il protagonista in un breve servizio, nel quale la persona in questione si racconta e descrive a parole sue le difficoltà che ha incontrato nei suoi primi allenamenti.

## Personaggi
Ren Narita (成田 練?, Narita Ren)
Doppiato da: Shinichiro Miki
Un professore specializzato in sport paralimpici, ma è una vera frana in qualsiasi attività fisica. Riesce a malapena a prendere una palla al volo ma sa dare ottimi consigli sulla coordinazione.
Tama (タマ?)
Doppiato da: Sakiko Tamagawa
Una palla robot che fa da assistente al professor Narita e spesso e volentieri lo prende in giro.
Ken (健?) e Shin (伸?) Narita
Doppiati da: Kenta Miyake e Yuu Okano
Sono i due fratelli maggiori di Ren. La loro famiglia è proprietaria di una palestra e loro ci trascorrono intere giornate per scolpire muscoli sempre più grossi.
La voce narrante è di Kenta Miyake.

### Basket in carrozzina
Kai (海?)
Doppiato da: Yui Okada
Ispirato all'atleta Renshi Choukai. È un ragazzo senza gambe e carente di dita nelle mani, e ha sempre desiderato di giocare a basket come il suo fratello maggiore.
Shun (駿?)
Doppiato da: Arthur Lounsbery
Il fratello maggiore di Kai, normodotato.
Youko (陽子?)
Doppiata da: Ryouka Yuzuki
La madre di Kai.
Hayato
Doppiato da: Jun Fukuyama
Un compagno di squadra di Kai.
Yuuki
Doppiato da: Marie Mizuno
Un altro compagno di squadra di Kai, all'inizio suo rivale ma poi diventerà suo amico.
Allenatore
Doppiato da: Sōshirō Hori
Itō
Doppiato da: Kazuki Miyagi
Avversario di Kai.

### Atletica leggera paralimpica
Suguru
Doppiato da: Yūta Koseki
Ispirato all'atleta Tooru Suzuki. Un ragazzo prodigio della pallamano che perde la gamba destra in un incidente stradale. Dopo aver ottenuto una protesi, Narita gli fa provare i 100 metri e successivamente il salto in alto.
Ai
Doppiata da: Ibuki Kido
La migliore amica di Suguru, non smette mai di credere in lui e lo aiuta anche a stare al passo con lo studio finché è in ospedale. Alla fine della storia riceverà una dichiarazione da Suguru.
Madre di Suguru
Doppiata da: Kaho Kōda
Padre di Suguru
Doppiato da: Tomohiro Tsuboi

### Goalball
Emi
Ispirata all'atleta Eiko Kakehata. Una ragazza ipovedente, e in contrasto con gli ideali di suo nonno. Solo durante la sua assenza entra in contatto con il club di Goalball e scopre che quello sport le piace.
Mari
Una ragazza completamente cieca ma con uno spiccato equilibrio all'interno del campo.
Kyouko
È un'amica di Mari e Emi, come loro è ipovedente e aiuta Emi a imparare a giocare a Goalball.

### Nuoto paralimpico
Taku Yamamoto
Ispirato all'atleta Takuro Yamada. Taku è nato senza l'avambraccio sinistro. Da bambino, assieme a Tomo, vinceva molte gare quasi senza impegnarsi. Una volta cresciuto non riesce più a vincere le gare e si rende conto che se continuerà a pensare solo a divertirsi non arriverà molto lontano.
Tomo
È il migliore amico di Taku. Dall'infanzia è sempre stato al suo stesso livello, ma quando sono cresciuti ha iniziato ad ottenere più popolarità di lui, e teme che questo possa spezzare la loro amicizia.
Johnson
Un nuotatore australiano con la stessa disabilità di Taku, che lo vede come un rivale da battere fino a quando Narita non gli spiega che un rivale può anche essere un amico.

## Episodi
| Nº                                       | Titolo italiano (traduzione letterale) Giapponese 「Kanji」 - Rōmaji | In onda          | In onda |
| Nº                                       | Titolo italiano (traduzione letterale) Giapponese 「Kanji」 - Rōmaji | Giapponese       |         |
| Basket in carrozzina (4 episodi)         | |                  |         |
| 1                                        | Basket in carrozzina - Parte 1 「車いすバスケットボール編 (1)」 - Kurumaisu basukettobōru-hen (1) | 7 gennaio 2020   |         |
| 1                                        | Kai, un ragazzino con protesi alle gambe, si appassiona al basket vedendo giocare suo fratello maggiore Shun, ma sa di non avere le sue stesse possibilità di diventare un campione. Invece Ren Narita, uno scienziato che lo vede giocare, gli fa conoscere il basket in carrozzina e gli spiega che con il suo potenziale può diventare anche più bravo di suo fratello.                                                                       |                  |         |
| 2                                        | Basket in carrozzina - Parte 2 「車いすバスケットボール編 (2)」 - Kurumaisu basukettobōru-hen (2) | 14 gennaio 2020  |         |
| 2                                        | Kai si dimostra essere molto più talentuoso degli altri ragazzi della squadra di basket in carrozzina, e impara che per muoversi meglio deve usare tutto il peso del suo corpo, e non solo la forza delle braccia. |                  |         |
| 3                                        | Basket in carrozzina - Parte 3 「車いすバスケットボール編 (3)」 - Kurumaisu basukettobōru-hen (3) | 21 gennaio 2020  |         |
| 3                                        | Yuuki non vede di buon occhio i progressi di Kai, così spera di scoraggiarlo se perderà a una gara di velocità contro di lui. Invece succede l'esatto contrario perché Kai ha imparato a usare la torsione del busto per girarsi in velocità, e i due ragazzi diventano amici. Nella partita contro le Frecce Rosse, una squadra più forte, Kai si demoralizza per non aver saputo giocare bene, ma Narita lo aiuta a riprendersi.               |                  |         |
| 4                                        | Basket in carrozzina - Parte 4 「車いすバスケットボール編 (4)」 - Kurumaisu basukettobōru-hen (4) | 28 gennaio 2020  |         |
| 4                                        | Gli allenamenti di Kai non si fermano perché deve imparare a maneggiare la palla soprattutto con la sua mano sinistra. Per il torneo, Kai viene scelto come titolare assieme a Hayato e Yuuki, e si dovranno scontrare nuovamente con le Frecce Rosse. Questa volta però Kai è più abile e ignora tutte le provocazioni degli avversari. Il professor Narita lascia gli spalti prima di vederne la fine, perché è sicuro che sarà Kai a vincere. |                  |         |
| Atletica leggera paralimpica (4 episodi) | |                  |         |
| 5                                        | Atletica leggera paralimpica - Parte 1 「パラ陸上競技・走り高跳び編 (1)」 - Para rikujō kyōgi hashiritakatobi-hen (1) | 4 febbraio 2020  |         |
| 5                                        | Suguru è un bravissimo giocatore di pallamano ed è stato selezionato per partecipare al torneo prefetturale, ma a seguito di un incidente subisce l'amputazione della gamba destra. Quando sembra aver perso tutte le speranze di praticare un qualsiasi sport, il professor Narita si presenta a lui e gli fa conoscere l'atletica leggera paralimpica, in particolare la corsa, praticata con una protesi alla gamba.                          |                  |         |
| 6                                        | Atletica leggera paralimpica - Parte 2 「パラ陸上競技・走り高跳び編 (2)」 - Para rikujō kyōgi hashiritakatobi-hen (2) | 11 febbraio 2020 |         |
| 6                                        | Suguru riceve da Narita una gamba artificiale per le competizioni sportive e prova a correre i 100 metri sperando di battere il record della categoria T-44, alla quale appartiene a seguito dell'incidente, ma lo supera di 9 secondi. Allora ad Ai viene l'idea di fargli provare il salto in alto e Suguru salta perfettamente un'altezza superiore di 5 cm a quella del record dei liceali.                                                  |                  |         |
| 7                                        | Atletica leggera paralimpica - Parte 3 「パラ陸上競技・走り高跳び編 (3)」 - Para rikujō kyōgi hashiritakatobi-hen (3) | 18 febbraio 2020 |         |
| 7                                        | Suguru non fa molti progressi con il salto in alto e Narita sostiene che sia per colpa della sua gamba artificiale poco adatta, così gliene crea una nuova e gli pone l'obiettivo di arrivare a saltare 1,90 metri prima del Trofeo Breakers. |                  |         |
| 8                                        | Atletica leggera paralimpica - Parte 4 「パラ陸上競技・走り高跳び編 (4)」 - Para rikujō kyōgi hashiritakatobi-hen (4) | 25 febbraio 2020 |         |
| 8                                        | Per poter saltare a tempo, Suguru si ricorda il metodo che usava per tirare finché era in volo a pallamano, e riesce a vincere la competizione. |                  |         |
| Goalball (4 episodi)                     | |                  |         |
| 9                                        | Goalball - Parte 1 「ゴールボール編 (1)」 - Gōrubōru-hen (1) | 6 aprile 2020    |         |
| 9                                        | Narita viene chiamato dal suo ex professore Katsuta per sostituirlo come supervisore del suo club di goalball. Di questo club fanno già parte due ragazze, Mari e Kyouko, ma il suo vero compito è quello di convincere a giocare sua nipote Emi. |                  |         |
| 10                                       | Goalball - Parte 2 「ゴールボール編 (2)」 - Gōrubōru-hen (2) | 13 aprile 2020   |         |
| 10                                       | Prima di iniziare la partita, Mari e Kyouko spiegano a Emi le regole del goalball. Emi fa del suo meglio ma non riesce quasi mai a parare la palla, e la squadra perde. Nonostante tutto Emi si promette di giocare ancora. |                  |         |
| 11                                       | Goalball - Parte 3 「ゴールボール編 (3)」 - Gōrubōru-hen (3) | 20 aprile 2020   |         |
| 11                                       | Emi inizia ad allenarsi seriamente, e Mari le dà una mano a capire come orientarsi nel campo a occhi bendati. Dopo qualche giorno Emi è perfettamente in grado di giocare e manca una settimana alla prossima partita. |                  |         |
| 12                                       | Goalball - Parte 4 「ゴールボール編 (4)」 - Gōrubōru-hen (4) | 27 aprile 2020   |         |
| 12                                       | Emi scopre che esiste un tipo di lancio molto forte, il lancio rotante, e chiede a Narita di poterlo provare prima della partita. Narita, vedendo la sua determinazione, acconsente, e la sprona a dare il massimo. Durante la partita, è proprio grazie a quel lancio che la squadra di Emi porta a casa la vittoria. |                  |         |
| Nuoto paralimpico (4 episodi)            | |                  |         |
| 13                                       | Nuoto paralimpico - Parte 1 「パラ水泳編 (1)」 - Para suiei-hen (1) | 4 maggio 2020    |         |
| 13                                       | Taku è un ragazzino senza un braccio, che però è un campione nel nuoto paralimpico. Si è allenato fin da piccolo col suo amico Tomo, ma hanno entrambi nuotato sempre solo per divertirsi. Passati degli anni, Taku non è più bravo come un tempo, e Narita gli propone di allenarsi con lui per tornare a divertirsi. |                  |         |
| 14                                       | Nuoto paralimpico - Parte 2 「パラ水泳編 (2)」 - Para suiei-hen (2) | 11 maggio 2020   |         |
| 14                                       | Narita spiega a Taku che deve muovere il braccio sinistro più veloce del destro, e lo fa allenare in palestra per rafforzare i suoi muscoli. A seguito del suo allenamento, il suo equilibrio corporeo viene sballato e perde una gara. Tomo, che ha vinto quella gara, è preoccupato per il suo amico, ma chiede a Narita di non farglielo sapere.                                                                                              |                  |         |
| 15                                       | Nuoto paralimpico - Parte 3 「パラ水泳編 (3)」 - Para suiei-hen (3) | 18 maggio 2020   |         |
| 15                                       | Taku perde contro un altro nuotatore, Johnson, che è molto simile a lui. Narita gli trova un rivale più alla sua portata, ovvero Tomo. I due ragazzi ricominciano a nuotare insieme e riaccendono la loro amicizia. |                  |         |
| 16                                       | Nuoto paralimpico - Parte 4 「パラ水泳編 (4)」 - Para suiei-hen (4) | 25 maggio 2020   |         |
| 16                                       | Taku perde la prima gara dei preliminari ma arriva comunque in finale, nella quale vince la medaglia d'oro partendo col piede destro. Johnson invece arriva secondo. Adesso che anche Taku e Tomo hanno ricominciato a divertirsi insieme, Narita può considerare concluso questo progetto, ma continuerà ad aprire le porte ai potenziali di altri atleti.                                                                                      |                  |         |

Dopo la trasmissione regolare dell'anime, le quattro storie sono state raccolte in quattro lunghi episodi trasmessi sulla stessa rete dal 2 al 23 giugno 2020.

## Colonna sonora
La sigla di chiusura dell'anime è SUPER HERO dei BugLug.